# T. Frank Appleby

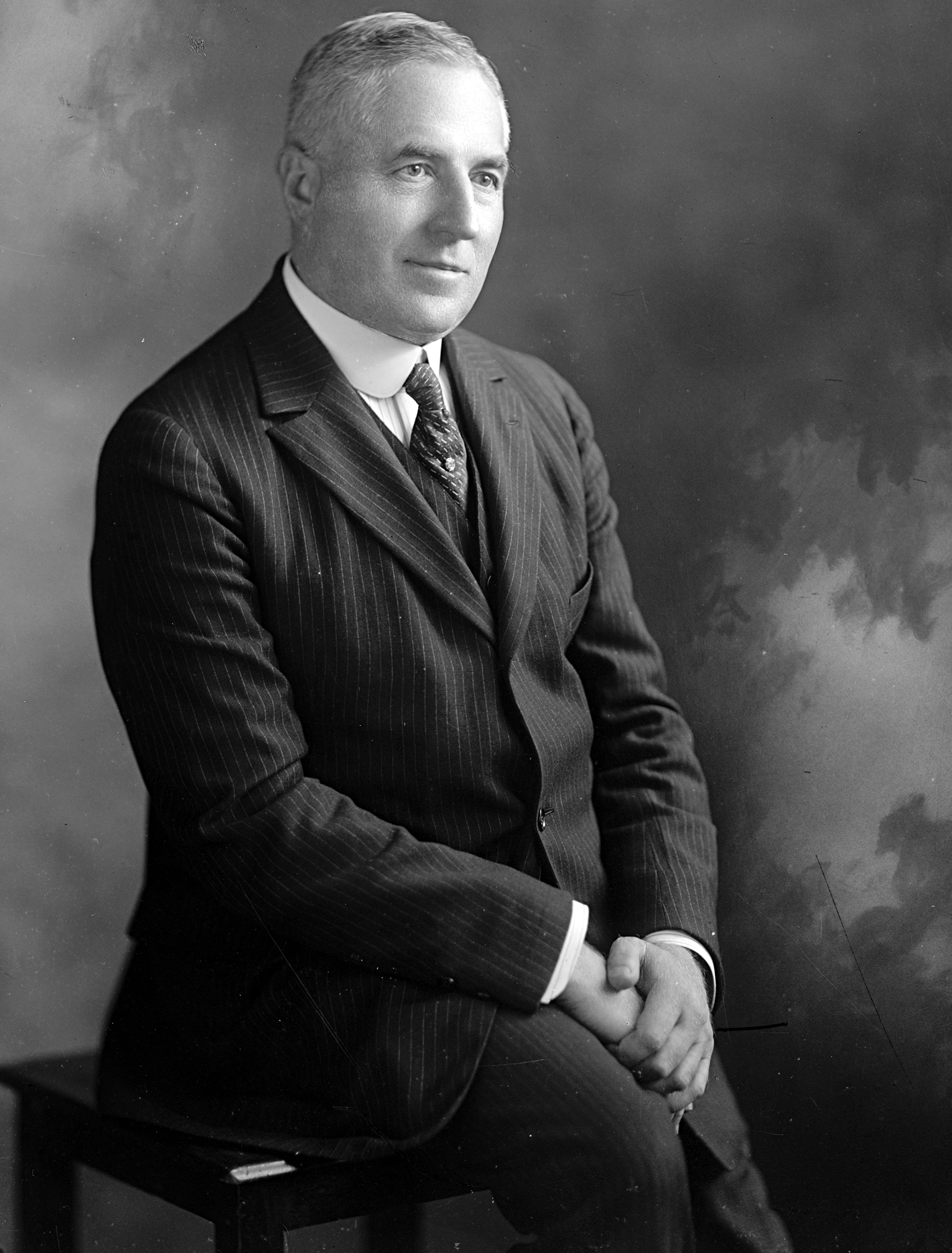
T. Frank Appleby, nach 1904

Theodore Frank Appleby (* 10. Oktober 1864 in Old Bridge, New Jersey; † 15. Dezember 1924 in Baltimore, Maryland) war ein US-amerikanischer Politiker. Zwischen 1921 und 1923 vertrat er den Bundesstaat New Jersey im US-Repräsentantenhaus.

## Werdegang
Im Jahr 1875 zog Frank Appleby mit seinen Eltern nach Asbury Park, wo er die öffentlichen Schulen besuchte. Danach studierte er am Pennington Seminary und dann bis 1885 am Fort Edwards Collegiate Institute in Glens Falls (New York). In den folgenden Jahren arbeitete Appleby im Immobiliengeschäft und in der Versicherungsbranche. Außerdem begann er als Mitglied der Republikanischen Partei eine politische Laufbahn. Zwischen 1887 und 1897 gehörte er dem Bildungsausschuss der Stadt Asbury Park an. Von 1894 und 1902 saß er auch im Bildungsausschuss des Staates New Jersey. Im Jahr 1896 war er Delegierter zur Republican National Convention in St. Louis, auf der William McKinley als Präsidentschaftskandidat nominiert wurde. Außerdem war Appleby von 1899 bis 1906 Mitglied im Stadtrat von Asbury Park. Zwischen 1908 und 1912 war er Bürgermeister dieser Stadt. Von 1917 bis 1920 wirkte er in der Steuerkommission des Monmouth County mit.
Bei den Kongresswahlen des Jahres 1920 wurde Appleby im dritten Wahlbezirk von New Jersey in das US-Repräsentantenhaus in Washington, D.C. gewählt, wo er am 4. März 1921 die Nachfolge von Thomas J. Scully antrat. Da er im Jahr 1922 dem Demokraten Elmer H. Geran unterlag, konnte er bis zum 3. März 1923 nur eine Legislaturperiode im Kongress absolvieren. Bei den  Wahlen des Jahres 1924 konnte Appleby gegen Geran gewinnen; damit hätte er am 4. März 1925 eine weitere Legislaturperiode im Kongress antreten können. Dazu kam es aber nicht mehr, weil er bereits am 15. Dezember 1924 in Baltimore verstarb. Sein Sohn Stewart wurde dann an seiner Stelle zum Abgeordneten gewählt.